# ضعف التواصل اللغوي
ضعف التواصل اللغوي أو اضطراب التواصل الاجتماعي هو ضعف فهم الجانب الدلالي للغة، هذا النوع من الضعف كان يسمى باضطراب المعنى الدلالي.
يواجه الناس الذين يعانون من ضعف التواصل اللغوي تحدٍ في فهم المعنى والاستخدام اللائق للغة في المواقف الاجتماعية، يُعتقد أن الأشخاص المصابين بالتوحد يواجهون صعوبة في فهم معنى ما يقال نتيجة لاختلاف التجاوب للمواقف الاجتماعية.
صار ضعف التواصل اللغوي مدرجًا في الطبعة الخامسة للدليل التشخيصي والإحصائي للاضطرابات النفسية ويسمى باضطراب التواصل الاجتماعي، إن مشاكل التواصل هي أيضًا جزء من اضطرابات طيف التوحد إلا أنها تظهر بنمط معينٍ من التصرفات، وفقًا لعلم النفس السلوكي فإنه لا يمكن تشخيص ضعف التواصل اللغوي حتى يستبعد اضطراب طيف التوحد.

## الخصائص
الأفراد المصابون بضعف التواصل اللغوي يعانون صعوبة خاصة في فهم ما يقوله الآخرون، كما يواجهون تحديات في استخدام اللغة لتلبية احتياجاتهم والتفاعل مع الآخرين، من الأعراض التي تظهر على الأطفال المصابين بهذا الاضطراب:
- • تطور متأخر في اللغة • حبسة في الكلام (كالتوقف للتفكير بالكلمة المناسبة، والرطانة، والأخطاء في ترتيب الكلمات، والأخطاء في اختيار نوع الكلمة المناسب، والأخطاء في أزمنة الأفعال) • التأتأة أو الكلام المتقطع • تكرار الكلمات أو الجمل • الميل للواقعية أو تفضيل الحقائق على القصص صعوبات في: • النطق أو عكس الضمائر • فهم الأسئلة • فهم الخيارات واتخاذ القرارات • متابعة المحادثات أو القصص (المحادثات خارج الموضوع أو ذات الطرف الواحد) • استخلاص النقاط الرئيسة من محادثة أو قصة، يميل الأطفال المصابون لأن يتوهوا في التفاصيل • زمن الأفعال • شرح الحدث أو وصفه • فهم النكت والفكاهة والتلميحات المبطنة • فهم المقروء • فهم لغة الجسد • إقامة صداقات وعلاقات والمحافظة عليها لما يسببه تأخر تطور اللغة • تميز التعليقات المهينة • المهارات التنظيمية

تبعًا لبشوب ونوربري (2002)، تكون لغة الأطفال المصابين باضطراب المعنى الدلالي لغة طلقة ومعقدة وواضحة ومعبرة ويطنبون بالكلام إلا أن مشكلتهم تكون في كيفية استخدام اللغة وفهمها والإتيان بحديث متماسك فتكون ردودهم غير لائقة اجتماعيا بعيدة عن الموضوع ومبتذلة، غالبًا ما يطور المصابون باضطراب اللغة الدلالي اهتمامًا هوسيًا إلا أنه يكون أقل قوة أو تركيزًا مقارنة بالأشخاص المصابين بالتوحد.
وبالتالي فالرأي الحالي هو أن هذه الاضطرابات متعلقة بالتواصل ومعالجة المعلومات أكثر من اللغة فعلى سبيل المثال الأطفال المصابون باضطراب اللغة الدلالي سيفشلون أحيانًا في فهم المعنى الرئيسي للأحداث أو أهميتها مما يؤدي لتفضيلهم الشديد للروتين والتماثل (كالذي يُرى في اضطرابات طيف التوحد)، ويعاني الأطفال باضطرابات اللغة الدلالية في تعميم وفهم معنى المواقف الجديدة وهذا يعني أيضًا أنهم يواجهون صعوبة أكثر في بيئة محفزة أكثر من تلك الفردية.
مشكلة أخرى يسببها اضطراب اللغة الدلالي هو التواصل السطحي، وهذا يعني أنهم يفهمون التعلميات الواضحة الملموسة ويطبقونها فيما قد تؤدي التعابير العميقة البسيطة كالنكت والسخرية والأحاديث الاجتماعية عمومًا لسوء فهم، كذلك يعد الكذب فكرة مربكة للأطفال المصابين باضطراب اللغة الدلالي لكونه يتطلب معرفة ما يفكر به المتحدث وما ينويه وما المقصد خلف التأويل الحرفي.

### علاقته بالتوحد
قبل صدور الطبعة الخامسة للدليل التشخيصي والإحصائي للاضطرابات النفسية لم يفرق بين التوحد واضطراب اللغة الدلالي إلا أنه كان هناك عدد من الأطفال الذين يعانون صعوبة في فهم المعنى الدلالي لكنهم لم يوافوا معايير التوحد، اختلاف تشخيصات اضطراب اللغة الدلالي سمح للممارسين بتفسير صعوبات التواصل والصعوبات الاجتماعية التي تصيب الأطفال بدرجة أقل من التوحد.
هناك جدل حول العلاقة بين اضطراب المعنى الدلالي والتوحد إذ يظهر اضطراب المعنى الدلالي على الأطفال المصابين بالتوحد عالي الأداء
الفرق بين اضطراب اللغة الدلالي والتوحد هو غياب أي تاريخ (حالي أو ماضي) لأنماط اهتمام أوسلوك متكررة أو مقيدة.

## التشخيصات
تصنف الطبعة الخامسة للدليل التشخيصي والإحصائي للاضطرابات النفسية اضطراب التواصل الاجتماعي ضمن مجال اضطرابات النمو العصبي، مدرجًا بجانب اضطرابات الكلام واللغة الأخرى التي تظهر في الطفولة المبكرة، معايير الطبعة الخامسة للدليل التشخيصي والإحصائي للاضطرابات النفسية لتشخيص اضطراب التواصل الاجتماعي هي كما يلي: 

- صعوبات ملحة في التواصل الكلامي وغير الكلامي كما هو مبين: 1- قصور في التواصل لأسباب اجتماعية، كالتحية ومشاركة المعلومات بصورة تليق اجتماعيًا. 2- عجز في القدرة على تغيير التواصل ليجاري المحتوى أو حاجة المستمع مثل مراعاة الاختلاف في أسلوب الحديث في الفصل عن الحديث في الملعب أو اختلاف أسلوب الحديث مع الطفل والبالغ والابتعاد عن الحديث بلغة رسمية بالغة. 3- صعوبات في اتباع قوانين المحادثات أو حكاية القصص كأخذ دور في المحادثة، إعادة صياغة الكلام حين يساء فهمه ومعرفة استخدام الإشارات اللفظية وعير اللفظية للتفاعل. 4- صعوبات في فهم ما لم يقل مباشرة (مثل صنع استدلالات) والمعاني المبهمة غير المباشرة للغة كالأمثال والمزح والاستعارات والمعاني المختلفة التي تعتمد على المحتوى لفهمها • يحد هذا العجز من التواصل الفعال والمشاركة الاجتماعية والعلاقات الاجتماعية والإنجاز الدراسي أو الوظيفي. • تبدأ هذه الأعراض في فترة النمو المبكرة إلا أنها قد لا تظهر تمامًا حتى يتطلب التواصل الاجتماعي تجاوز حدود القدرة • لا تتعلق الأعراض بحالة طبية أو عصبية أخرى ولا تتعلق بانخفاض القدرة في مجال تركيب الكلمات والقواعد ولا تُفسر بالتوحد أو بعجز ذهني (اضطراب النمو الذهني) أو تأخر النمو العالمي أو أي اضطراب عقلي آخر

## اضطرابات ذات صلة
فرط القراءة هو اضطراب يشبه اضطراب اللغة الدلالي ويختلف عنه في الآن ذاته حيث أن من خصائصه هو قدرة فوق الطبيعي على القراءة مع قدرة أقل من الطبيعي في فهم الكلام المنطوق أو المكتوب، كتب جون فولدن مقالًا في 2002 يقارن فيه الضعف اللغوي للأطفال الذين يعانون من اضطراب التعلم غير اللفظي بأولئك الذين يعانون من اضطراب اللغة الدلالي.

## التاريخ
في عام 1983م اقترح رابين والآن مصطلح اضطراب المعنى الدلالي لوصف السلوك التواصلي للأطفال الذين أظهروا سمات كالثرثرة المرضية والعجز عن استخدام المفردات وفهم الخطاب والاختيار الغريب للمصطلحات ومهارات المحادثة غير الملائمة، وأشير بها لمجموعة من الأطفال الذين أظهروا خصائص توحد متوسط ومشاكل معينة في المعنى الدلالي للغة، مؤخرًا تم اقتراح مصطلح ضعف اللغة الدلالي.
، وتوسع تعريف رابين وآلين وعدل عليه الأخصائيون الذين أدخلو اضطرابات التواصل التي تشمل صعوبات فهم معاني الكلمات والقواعد والنحو و أوزان الشعر ونظرات العيون ولغة الجسد والإشارات والمحتوى الاجتماعي.
فيما يظهر الأطفال المصابون بالتوحد ضعف لغوي دلالي يمكن إلا أنه يظهر على أناس مصابين باضطرابات أخرى تشمل اضطرابات المعالجة السمعية واعتلال الأعصاب المحيطية والاعتلال الدماغي واضطراباتٍ جينية معينة.

## روابط خارجية
- "I CAN - The children's communication charity". I CAN. مؤرشف من الأصل في 2019-09-13.